# Bangladeshs befrielsekrig
Bangladeshs befrielsekrig (bengali: মুক্তিযুদ্ধ Muktijuddho) var en väpnad konflikt mellan Västpakistan (numera Pakistan) och Östpakistan (numera Bangladesh) som varade i nio månader, från 26 mars till 16 december 1971. Kriget resulterade i att Bangladesh blev självständigt från Pakistan.

## Folkmord
Den pakistanska armén genomförde en omfattande folkmordskampanj riktad mot den bengaliska befolkningen i Östpakistan. Kampanjen var särskilt riktad mot den hinduiska minoriteten. Närmare tio miljoner människor flydde till Indien. 

## Indien ingriper
Det pakistanska flygvapnet anföll den 3 december 1971 elva indiska flygbaser, vilket ledde till att Indien intervenerade i befrielsekriget på de bangladeshiska separatisternas sida och det Indo-pakistanska kriget 1971 bröt ut. Indiens intervention ledde till att de pakistanska styrkorna kapitulerade och banade därför väg för Bangladeshs självständighet.